# Helly Hansen
Helly Hansen es un productor noruego de textiles y artes para el deporte y el trabajo en el océano y en las montañas, con sede en Oslo, Noruega. Desde su fundación en 1877 hasta octubre de 2009, la compañía tenía su sede en Moss, Noruega.

## Historia
Helly Juell Hansen había estado en el mar desde la edad de 14 años y en 1877, a la edad de 35 años, él y su esposa Maren Margarethe comenzaron a producir chaquetas, pantalones, souvenires y lonas impermeables, hechas de lino grueso empapado en aceite de linaza. Durante los primeros cinco años vendieron alrededor de 10,000 piezas.
En 1878, la compañía ganó un diploma de excelencia en la Expo de París y comenzó a exportar sus productos.
Después de la muerte de Helly Juell Hansen en 1914, el liderazgo de la compañía pasó a su hijo Helly Hansen, un comerciante experimentado.
En la década de 1920, se desarrolló una nueva tela, que Helly Hansen llamó Linox. Durante los próximos 30 años, el nombre Linox se transferirá a una aplicación de PVC (cloruro de polivinilo).
Un cambio para la marca llegó en 1949 cuando se desarrolló Helox. La hoja de plástico translúcido de PVC cosido en abrigos y sombreros impermeables se convirtió en un artículo popular. Alrededor de 30,000 abrigos Helox fueron producidos cada mes. Plarex, una versión más pesada de Helox, respaldada por tela, fue desarrollada para ropa de trabajo.
Un producto desarrollado para los mercados de ropa de trabajo y al aire libre fue forro polar, que es una capa aislante para usar debajo de impermeables. Fue utilizado por los leñadores suecos, que descubrieron que ofrecía aislamiento contra el frío y que se ventilaba bien durante el duro trabajo físico en el bosque.
La historia de capas se completó en la década de 1970, con el desarrollo de LIFA. La fibra de polipropileno utilizada en LIFA mantiene la piel seca y tibia alejando la humedad del cuerpo, lo que la convierte en la tela de capa base ideal para uso en exteriores y ropa de trabajo. Fue el nacimiento de los sistemas de vestimenta de 3 capas con LIFA cerca del cuerpo, Fibrepile como capa de aislamiento y ropa impermeable para la protección.
Durante la década de 1970, la empresa desarrolló trajes de supervivencia para los trabajadores petroleros en alta mar en el Mar del Norte. En 1980, se lanzó el sistema de tejido impermeable y transpirable de la compañía, llamado Helly Tech. Las prendas Helly Tech utilizan tecnología hidrófila y microporosa. Las prendas hidrófilas tienen cadenas moleculares amantes del agua que pasan el vapor de agua hacia el exterior. Las prendas microporosas tienen poros minúsculos que permiten que el vapor de agua salga de la tela sin dejar caer las gotas de lluvia.
La ropa de Helly Hansen desarrolló un seguimiento entre la juventud urbana a finales de la década de 1990, particularmente en el norte de Inglaterra y con la cultura del hip hop en Estados Unidos. La marca desarrolló un atractivo masivo y ahora se vende en tiendas de deportes, no solo en las tiendas de ropa especializada y de senderismo de antes.
En 2008 lanzaron Odin, un sistema de materialización de 3 capas hecho para montañeros. La colección Odin ganó el premio Red Dot Design Award el mismo año.
En 2012, Helly Hansen presentó su tecnología H2 Flow con la chaqueta H2 Flow. La chaqueta H2 Flow permite al usuario regular la temperatura de su cuerpo.
En mayo de 2018, el plan de pensiones vendió la empresa a Canadian Tire, un minorista, por 985 millones de dólares canadienses.

## Adquisiciones de empresas
Investcorp adquirió a Helly Hansen en 1997.
En octubre de 2006, Investcorp vendió su participación en Helly Hansen a Altor Equity Partners, «Una firma de capital privado que se centra en las inversiones en empresas con sede en la región de  nórdicos».
En 2012, Altor vendió una participación del 75% en Helly Hansen al Plan de Pensiones de Maestros de Ontario.
En 2015, el Plan de Pensiones de Maestros de Ontario aumentó su posición, adquiriendo las acciones restantes de Altor en el negocio.
En mayo de 2018, el plan de pensiones vendió la compañía a Canadian Tire, un minorista, por C$985 millones.

## Asociaciones
En febrero de 2011, se anunció una asociación de tres años con la compañía guía Mountain Madness. El acuerdo entre las compañías significa que Helly Hansen estará equipando todas las guías de operaciones de Mountain Madness "con vestimenta técnica de pies a cabeza" comenzando en la temporada 2011 y extendiéndose hasta el 2013.
En noviembre de 2012, Helly Hansen se asoció con la Asociación de esquí y snowboard de Estados Unidos para ser su proveedor oficial de base. El Equipo de Alpine Ski de Estados Unidos. Vistió a la base de Helly Hansen mientras competía en Sochi.
Helly Hansen es la patrocinadora oficial de indumentaria de las NOOD Regatta Races para navegar.
En julio de 2015, Helly Hansen se convirtió en el socio de indumentaria para los equipos de esquí alpino y paraalpino de Canadá.

## En la cultura popular
En el programa chileno de Canal 13 Lugares que hablan, Pancho Saavedra usa varias parkas en varios episodios de la temporada 2017 en la actualidad hay rurales, mares y cordilleras.